# Aimée (film)
Pour les articles homonymes, voir Aimée.
Aimée est un film français réalisé par Joël Farges et sorti en 1981.

## Fiche technique
- Titre : Aimée
- Réalisation : Joël Farges
- Scénario : Joël Farges et Jocelyne Manoury
- Photographie : Ramon Suarez
- Son : Bernard Aubouy
- Costumes : Christine Laurent
- Musique : Betsy Jolas
- Montage : Joëlle Barjolin, Catherine Legault et Michèle Péju
- Société de production : Dédale Films Production
- Pays de production :  France
- Durée : 84 minutes
- Date de sortie : France - 16 septembre 1981

## Distribution
- Aurore Clément : Aimée
- Jean Sorel : Pierre
- Bruno Cremer : Carl
- Francine Bergé : Rose
- Michel Pilorgé : le jardinier
- Agathe Vannier : une prostituée
- Madeleine Marie : la domestique